# Nad Prosną
Nad Prosną – polska piosenka skomponowana w 1964 do słów Jeremiego Przybory z muzyką Jerzego Wasowskiego. 
Premiera piosenki miała miejsce 26 września 1964 w Telewizji Polskiej w Wieczorze XIII Kabaretu Starszych Panów zatytułowanym Przerwa w podróży.

Jak dobrze jest wiosną podumać nad Prosną
Lub snuć myśli w kółko nad inną rzeczułką,
Nad jakąkolwiek rzeczułką